# RIZIN.50
RIZIN.50（ライジン・フィフティ）は、日本の総合格闘技団体「RIZIN」の大会の一つ。
2025年3月30日に香川県高松市香川県立アリーナ（あなぶきアリーナ香川）で開催された。

## 概要
2025年の開幕戦にしてRIZIN初となる四国大会で、あなぶきアリーナの開館記念イベントの一環として行われた。メインイベントでは、現RIZINバンタム級王者の井上直樹と前大会のRIZIN.49のバンタム級王座挑戦者決定戦で勝利し井上への挑戦権を得た元DEEP二階級王者の元谷友貴によるRIZINバンタム級タイトルマッチが行われ、井上が2-1の判定勝ちで初防衛に成功、これまで初防衛を果たした選手が1人もいなかったRIZINバンタム級王座の史上初の防衛を果たした。また、同じくRIZIN.49でクレベル・コイケに判定負けを喫し王座から陥落した前RIZINフェザー級王者の鈴木千裕が再起戦としてカルシャガ・ダウトベックと対戦するも、鈴木が1-2の判定負けを喫して再起ならず。

## 対戦カード

### オープニングファイト
第1試合 キックボクシングルール 55.0kg契約ワンマッチ 3分3R
×  龍生 vs.  香川刻 ○
3R終了 判定0-3
第2試合 MMA特別ルール 57.0kg契約ワンマッチ 5分2R
○  高岡宏気 vs.  飴山聖也 ×
2R 3:04 リアネイキッドチョーク
第3試合 キックボクシングルール 63.0kg契約ワンマッチ 3分3R
○  大谷翔司 vs.  足利也真登 ×
1R 3:00 TKO（3ノックダウン）
第4試合 キックボクシングルール 63.5kg契約ワンマッチ 3分3R
○  吉岡龍輝 vs.  切詰大貴 ×
3R終了 判定2-1
第5試合 キックボクシングルール 67.5kg契約ワンマッチ 3分3R
○  稲井良弥 vs.  加古稟虎 ×
1R 2:57 TKO（右フック）

### 本戦
第1試合 MMAルール 61.0kg契約ワンマッチ 5分3R
○  魚井フルスイング vs.  赤田プレイボイ功輝 ×
3R終了 判定2-1
第2試合 MMAルール 53.0kg契約ワンマッチ 5分3R
○  越智晴雄 vs.  中務修良 ×
3R 1:23 ギロチンチョーク
第3試合 MMAルール 52.0kg契約ワンマッチ 5分3R
○  万智 vs.  パク・ソヨン ×
2R 4:04 TKO（グラウンドパンチ）
第4試合 MMAルール 71.0kg契約ワンマッチ 5分3R
×  スパイク・カーライル vs.  泉武志 ○
3R終了 判定0-3
※カーライルが前日計量で規定体重を2.0kgオーバーしたため、泉が勝利した場合のみ公式記録となり、カーライルにレッドカード提示によるペナルティ（50％減点）が与えられた状態から試合が行われた。
第5試合 MMAルール 59.0kg契約ワンマッチ 5分3R
○  前田吉朗 vs.  横内三旺 ×
3R 2:55 リアネイキッドチョーク
第6試合 MMAルール 59.0kg契約ワンマッチ 5分3R
○  伊藤裕樹 vs.  トニー・ララミー ×
3R終了 判定3-0
第7試合 MMAルール 66.0kg契約ワンマッチ 5分3R
×  横山武司 vs.  木村柊也 ○
1R 0:54 TKO（右フック→パウンド）
第8試合 MMAルール 66.0kg契約ワンマッチ 5分3R
○  萩原京平 vs.  トビー・ミセッチ ×
1R 0:26 TKO（右ストレート→パウンド）
第9試合 MMAルール 120.0kg契約ワンマッチ 5分3R
×  酒井リョウ vs.  エドポロキング ○
2R 2:32 TKO（グラウンドパンチ）
第10試合 MMAルール 71.0kg契約ワンマッチ 5分3R
×  ルイス・グスタボ vs.  野村駿太 ○
3R 2:27 テクニカル判定0-3
第11試合 MMAルール 66.0kg契約ワンマッチ 5分3R
×  鈴木千裕 vs.  カルシャガ・ダウトベック ○
3R終了 判定1-2
第12試合 MMAルール 61.0kg契約 5分3R
RIZINバンタム級タイトルマッチ　
○  井上直樹 vs.  元谷友貴 ×
3R終了 判定2-1
※井上が初防衛に成功。